# جنيه غرب أفريقيا البريطاني
جنيه غرب أفريقيا البريطاني كان العملة المتداولة في منطقة غرب أفريقيا البريطاني، والتي كانت تضم مجموعة من المستعمرات والمحميات والأقاليم الخاضعة للانتداب البريطاني. أصدر مجلس عملة غرب أفريقيا جنيه غرب أفريقيا البريطاني في عام 1912، وكانت قيمته تُعادل قيمة جنيه إسترليني واحد، وكان يُقسّم إلى 20 شلنًا يحتوي كل منها على 12 بنسًا، واستمر إصداره وتداوله في منطقة غرب أفريقيا حتى عام 1965.

## التاريخ
مع تزايد هيمنة بريطانيا العظمى على مناطق واسعة من أفريقيا في القرن التاسع عشر، أصبح الجنيه الإسترليني هو العملة المتداولة في الأراضي والمستعمرات والمحميات التي تسيطر عليها بريطانيا في دول وبلدان منطقة غرب أفريقيا، ومن بينها نيجيريا، وساحل الذهب (غانا حاليًا)، وسيراليون، وغامبيا، وجرى تداول العملات البريطانية القياسية في تلك الدول. أنشأت السلطات الاستعمارية البريطانية في لندن مجلس عملة غرب أفريقيا. وكان الدافع وراء هذه الخطوة هو ميل العملات الإسترليني القياسية المرسلة إلى أراضي غرب أفريقيا إلى مغادرة المنطقة والعودة إلى التداول في المملكة المتحدة، مما تسبب في ندرة ونقص العملات المتوفرة محليا في منطقة غرب أفريقيا، لذلك سعت بريطانيامن خلال مجلس عملة غرب أفريقيا إلى سك فئات فريدة من نوعها من الجنيه الإسترليني البريطاني المخصصة للتداول في غرب أفريقيا، والتي لا تُقبل في متاجر بريطانيا، وبالتالي تبقى متداولة محليًا. أصدر مجلس عملة غرب أفريقيا سلسلة من قرارات سك العملة بدءًا من عام 1906، عندما أمر بإصدار جنيه غرب أفريقيا البريطاني لأول مرة في نيجيريا. كما اعتمدت ليبيريا جنيه غرب إفريقيا البريطاني في عام 1907، ليحل محل الدولار الليبيري، قبل أن تستبدل جنيه غرب إفريقيا البريطاني بالدولار الأمريكي في عام 1943. كذلك اعتمدت توغو أيضًا جنيه غرب إفريقيا البريطاني في عام 1914، ثُم اعتمدته الكاميرون كعملة رسمية متداولة في عام 1916 بعدما استولت القوات البريطانية والفرنسية على تلك المستعمرات من ألمانيا في أعقاب الحرب العالمية الأولى. وفي عام ١٩١٠، بدأت أستراليا أيضًا في إصدار عملاتها المحلية الفريدة من الجنيه الإسترليني، ولكن أسباب ذلك كانت مختلفة تمامًا عن العملات الصادرة في متعلقة غرب أفريقيا البريطاني، إذ أصدرت السلطات الأسترالية عملات محلية كخطوة نحو طرح عملة منفصلة تتمتع بسعر صرف مرن مقابل الجنيه الإسترليني، بينما لم تؤخذ هذه النقطة بعين الاعتبار بالنسبة لمنطقة غرب إفريقيا، ومعظم المُستعمرات البريطانية الأخرى باستثناء جامايكا حيث صدرت عملات معدنية خاصة منخفضة الفئة بدلاً من العملات النحاسية البريطانية، وبسبب الخرافات المحلية المحيطة باستخدام العملات النحاسية لمجموعات الكنائس، لم تستبدل السلطات البريطانية في لندن أي عملات إسترلينية بإصدارات محلية لأي مستعمرة بريطانية أخرى. وفي عام 1958، بدأت العديد من دول غرب أفريقيا في استبدال جنيه غرب أفريقيا البريطاني بعملات محلية في كل منطقة على حدة. وشملت البدائل ما يلي:
| الدولة                        | العملة البديلة      | تاريخ الإصدار | سعر الصرف أمام الجنيه الاسترليني |
| نيجيريا                       | الجنيه النيجيري     | 1958          | 1                                |
| الكاميرون البريطانية          | الجنيه النيجيري     | 1958          | 1                                |
| غانا                          | الجنيه الغاني       | 1958          | 1                                |
| الكاميرون البريطانية الجنوبية | الفرنك الوسط إفريقي | 1961          | 700                              |
| سيراليون                      | الليون السيراليوني  | 1964          | 2                                |
| غامبيا                        | الجنيه الغامبي      | 1965          | 1                                |

## الإصدارات

### العملات المعدنية المسكوكة

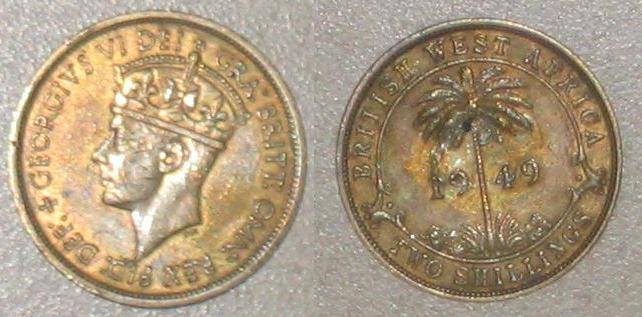
عملة معدنية من فئة الشلنين صادرة في غرب أفريقيا عام 1949

صدرت أولى العملات المعدنية من جنيه غرب أفريقيا البريطاني في عام 1907، عندما طُرحت عملات مصنوعة من الألومنيوم من فئة 2 شلن، وعملات من فئة 1 جنيه غرب أفريقيا البريطاني مصنوعة من النيكل النحاسي، وكانت كلتا العملتين مثقوبتين. وفي عام 1908، حلت سبيكة النيكل والنحاس محل الألومنيوم في العملات من فئة 2 شلن، وفي عام 1911، طُرحت عملة جديدة من فئة نصف جنيه غرب أفريقي بريطاني، والتي كانت مثقوبة ومصنوعة من سبيكة النيكل والنحاس. وفي عام 1913، طُرحت عملات فضية من فئات 3 جنيه غرب أفريقيا البريطاني و6 جنيه غرب أفريقيا البريطاني و1 جنيه غرب أفريقيا البريطاني ونصف جنيه غرب أفريقيا البريطاني. في عام 1920، استُبدلت الفضة بالنحاس الأصفر في هذه الفئات.

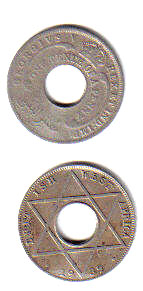
عملات معدنية من فئة النصف جنيه غرب أفريقي بريطاني يعود تاريخ إصدارها إلى عامي 1936 و1939.

وفي عام 1938، طُرحت عملات جديدة مصنوعة من النيكل النحاسي من فئات أكبر، مثل عملة 3 جنيه غرب أفريقيا البريطاني، والتي حلت فيها سبيكة النيكل والنحاس الأصفر محل النحاس الأصفر في الفئات الأعلى. وفي عام 1952، استُبدل البرونز بسبيكة النيكل النحاسي في العملات من فئات 2 شلن والنصف جنيه غرب أفريقيا البريطاني و1 جنيه غرب أفريقيا البريطاني، وقد سُكّت آخر عملات غرب أفريقيا البريطانية عام ١٩٥٨.

### النقود الورقية
أصدر مجلس عملة غرب أفريقيا في عام 1916 نقودًا ورقية من فئة 2 شلن، وفئة نصف جنيه غرب أفريقيا البريطاني، وفئة جنيه غرب أفريقي بريطاني واحد، ثُم تلى ذلك إصدار نقود ورقية من فئة الشلن الواحد في عام 1918. وبعد عام 1918، لم تُطرح أي نقود ورقية سوى من فئة الشلن الواحد وفئة 2 شلن، حتى عام 1953 عندما طُرحت لأول مرة ورقة نقدية جديدة من فئة 5 جنيهات غرب أفريقية بريطانية، وكان آخر إصدار من جنيه غرب أفريقيا البريطاني هو الذي طُرح عام 1962.